# Glas-Wasserfloh
Der Glas-Wasserfloh (Daphnia hyalina) ist eine Art aus der Gattung der Daphnien (Daphnia). 
Die Größe der Art variiert zwischen 1 und 3 Millimetern, beträgt aber meist 2 Millimeter. Der Kopf ist hinter den Augen am höchsten. Die Afterkrallen besitzen eine Reihe aus sehr zarten Börstchen. Im Gegensatz zu Daphnia parvula ist der Schwanzstachel bei Daphnia hyalina lang und dünn. Vom Bauch her betrachtet hat der Kopf einen Scheitelkiel, was ein Unterscheidungsmerkmal zu Daphnia longispina ist. Typisch für diese Art sind starke lokale Variationen, die von Alter und Saison abhängen. Die Nahrung besteht hauptsächlich aus Nanoplankton, zum geringeren Teil auch aus Bakterien. Der Glas-Wasserfloh kommt in Europa häufig in Gebieten vor, die früher vergletschert waren.

## Belege
- Heinz Streble, Dieter Krauter: Das Leben im Wassertropfen. Mikroflora und Mikrofauna des Süßwasser. Ein Bestimmungsbuch. Franckh-Kosmos Verlag, Stuttgart 2008, ISBN 978-3-440-11966-2.